# Fernando Martín Álvarez
Fernando Martín Álvarez (Trigueros del Valle, Valladolid, 30 de mayo de 1947) es un empresario español, especialmente dedicado a la promoción inmobiliaria. Fue dueño de la empresa inmobiliaria Martinsa y también accionista de Unión Fenosa, Telefónica, Banco Santander y el BBVA. Fue presidente del Real Madrid Club de Fútbol entre el 27 de febrero de 2006 y el 26 de abril del mismo año, ya que apenas dos meses después de acceder al cargo, se vio obligado a dejar la presidencia por presiones de la Junta directiva y de los socios.
En 2007, fue elegido presidente de Martinsa-Fadesa, empresa surgida tras una OPA sobre Fadesa por parte de su empresa, Martinsa, una compra valorada en 4045 millones de euros. Sin embargo, apenas un año después, la constructora se declaró en suspensión de pagos, convirtiéndose en el mayor concurso de acreedores de la historia de España, con una deuda estimada de 7000 millones de euros. 

## Biografía
Nació el 30 de mayo de 1947 en Trigueros del Valle, Valladolid (España). Es licenciado en Ciencias Químicas por la Universidad de Valladolid. Fue secretario provincial de la Unión de Centro Democrático (UCD) de Valladolid hasta 1982. En 1991 creó el grupo inmobiliario Martinsa y en 1995 se unió a Florentino Pérez para las elecciones presidenciales en el Real Madrid donde saldría elegido Ramón Mendoza. Entró a formar parte del consejo de administración del club blanco en 2000 y en junio de 2004 del de la constructora Sacyr Vallhermoso. De este último formó parte hasta junio de 2005, cuando vendió el 6% de las acciones de la empresa. Ese mismo año su empresa se alió con la inmobiliaria Noza para proyectos urbanísticos en Madrid. 

### Presidencia del Real Madrid (febrero-abril del 2006)
El 27 de febrero de 2006 se anunció que sería presidente del Real Madrid tras la dimisión de Florentino Pérez el día anterior. El detonante definitivo de esa dimisión fue la derrota provocada días antes por un solitario gol de Henry en el partido de ida en el Bernabéu en los octavos de final de la Champions por el Arsenal, que a la postre acabó provocando la eliminación del Madrid en esa competición. Durante su breve mandato el equipo no perdió ningún partido en liga e incluso logró un empate en el Camp Nou, pero fue incapaz de remontar en el partido de vuelta de Champions, quedando 0-0 en el ya desaparecido Arsenal Stadium. Los medios internacionales señalaron como el «fin de la era galáctica» ese empate del Madrid a 0 con el Arsenal en Highbury, que significó la eliminación de los españoles en la Liga de Campeones, el 8 de marzo de 2006. Adicionalmente, el Madrid ya había sido eliminado a principios de febrero en la Copa del Rey por el Real Zaragoza en semifinales. Esto significaba que ya era el tercer año consecutivo sin ganar ninguna competición.
El 26 de abril del mismo año, la junta del club decidió convocar unas elecciones a la presidencia a las que él se oponía, por lo que se vio obligado a presentar su dimisión, aunque con la intención de presentarse a dichas elecciones. Finalmente no lo hizo, dimitió y fue sustituido interinamente por Luis Gómez-Montejano.

### Etapa enMartinsa-Fadesa(2007-2015)
En marzo de 2007, Fernando Martín compra una parte importante de las acciones de la constructora Fadesa, convirtiéndose en el presidente de una de las mayores constructoras de Europa.
El 14 de julio de 2008, ante las dificultades para obtener préstamos bancarios y hacer frente a los acreedores, el consejo de administración de Martinsa-Fadesa decretó la suspensión de pagos que fue presentada al día siguiente en los juzgados de La Coruña (sede de la inmobiliaria), además propuso al Ministerio de Trabajo un expediente de regulación de empleo (ERE) que, en principio, iba a afectar a 234 empleados (un 26,5% de la plantilla). Se estimó que la deuda del grupo era de 7.000 millones de euros y que 12.500 familias podrían haber iniciado la compra de viviendas con Martinsa-Fadesa y no tener clara la adquisición definitiva. Esta suspensión de pagos se convirtió en la más importante de la historia económica de España.
En 2015, Martinsa-Fadesa tras no llegar a un acuerdo con los bancos acreedores entra en proceso de liquidación, que se inicia en septiembre del mismo año.

### Controversias judiciales
En 2011 Martinsa Fadesa presentó una demanda contra el expresidente y ex propietario de la inmobiliaria Manuel Jove.Sin embargo la demanda, en la cual se  reclamaba 1.576 millones de indemnización al entender que habían sobrevalorado activos inmobiliarios en el marco de su fusión, fue finalmente desestimada en 2015 tras varios recursos, acelerando más el proceso de liquidación de la empresa.
El empresario se vio involucrado en el Caso Gürtel ya que acabó imputado por la pieza de Arganda. En dicha pieza se investigó el exalcalde de Arganda del Rey Benjamín Martín Vasco, uno de los imputados en el caso Gürtel, intermedió para conseguir adjudicaciones de proyectos urbanísticos para Martinsa, sociedad que habría pagado comisiones al supuesto cabecilla de la trama, Francisco Correa, para lograr los contratos.En 2019 el Juez de la Audiencia Nacional, José de la Mata impuso una fianza de 79,1 millones de Euro a Fernando Martín. Se ha trascendido que el fiscal Anticorrupción pide 19 años y medio de condena para el empresario en el juicio que está previsto que arranque en el año 2024.
En marzo de 2025, Fernando Martín admitió haber pagado 25 millones de euros a la trama Gürtell para asegurarse unos terrenos en Arganda del Rey. Con esta confesión, Martín trata de reducir las posibles penas a las que pueda ser condenado. Finalmente aceptó la condena propuesta por la Fiscalía de 3 años de cárcel.

### Pandemia de Coronavirus (2020)
Fernando Martín fue hospitalizado el 23 de marzo de 2020 en estado grave al contraer COVID-19 en plena pandemia de esa enfermedad en marzo de 2020.